# Programa Vostok

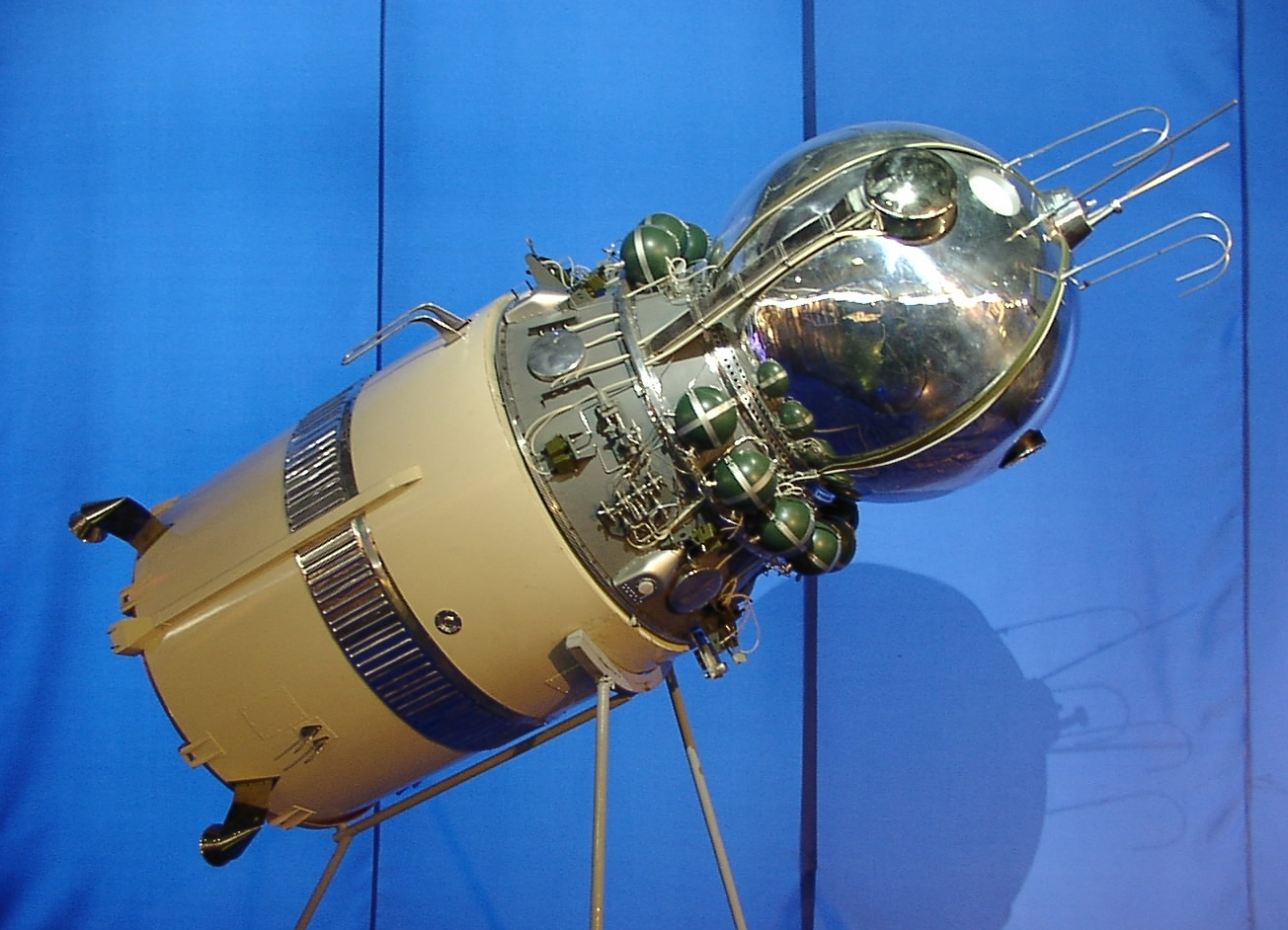
Maqueta d'una càpsula Vostok

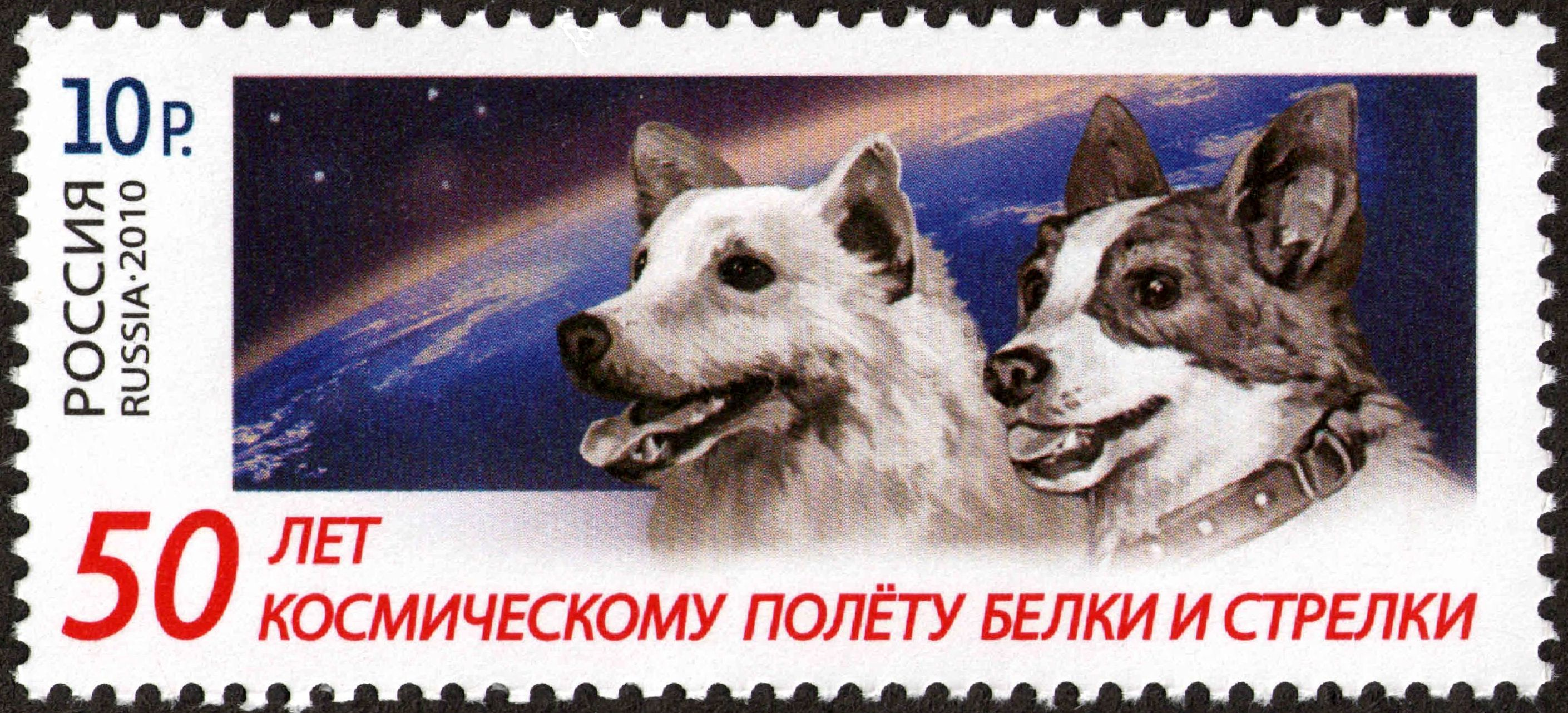
Segell amb la imatge de Belka i Strelka, les primeres gosses que varen tornar d'un vol espacial

El programa Vostok (en rus: Восто́к, en català: est) fou el projecte de la Unió Soviètica per enviar un ésser humà a l'espai exterior per primera vegada. El programa espacial va desenvolupar la càpsula Vostok del projecte Zenit de foto-reconeixement i va adaptar el coet Vostok d'un disseny de míssil balístic intercontinental ja existent. Abans de l'anunci a la premsa, el nom de Vostok fou una paraula classificada.
Tota una sèrie de prototips Vostok, incloent-ne almenys cinc amb animals i alguns amb maniquins, van ser utilitzats per qualificar la nau per al vol tripulat.
En el programa Vostok es van enlairar les següents missions:
- Spútnik 4, el 15 de maig de 1960, sense tripulants a bord però amb un maniquí simulant un ésser humà. Codi de vol: Korabl-Spútnik 1.
- Spútnik 5, el 19 d'agost de 1960, transportant dos gossos (Belka i Strelka), quaranta ratolins, dues rates i algunes plantes. La nau va retornar a la terra i es van recuperar sans i estalvis tots els animals. Codi de vol: Korabl-Spútnik 2.
- Spútnik 6, l'1 de desembre de 1960, transportant dos gossos (Ptxolka i Muixka). La nau va ser destruïda durant la reentrada de la 18a òrbita per una càrrega prevista per autodestruir la càpsula si aquesta es dirigia cap a alguna potència estrangera. Els dos animals van morir. Codi de vol: Korabl-Spútnik 3.
- Spútnik 9, el 9 de març de 1961, retornant a la terra després d'una sola òrbita i recuperant amb èxit a un gos (Txernuixka) i un maniquí. Codi de vol: Korabl-Spútnik 4.
- Spútnik 9, el 25 de març de 1961, retornant a la terra després d'una sola òrbita i recuperant amb èxit a un gos (Zviózdotxka) i un maniquí. Codi de vol: Korabl-Spútnik 5.
- Vostok 1, el 12 d'abril de 1961, va posar en òrbita i retornar sa i estalvi al primer cosmonauta de la història, Iuri Gagarin.[1] Codi de vol: Kedr (Cedre).
- Vostok 2, el 6 d'agost de 1961, va transportar al segon astronauta de la història, Guérman Titov, en més de 17 òrbites viatjant per l'espai durant un dia. Codi de vol: Oriol (Àguila).[2]
- Vostok 3, l'11 d'agost de 1962, fou el primer vol dual juntament amb la Vostok 4 orbitant la Terra al mateix temps i comandat per Andrian Nikolàiev. Codi de vol: Sókol (Falcó).
- Vostok 4, l'11 d'agost de 1962, fou el primer vol dual juntament amb la Vostok 3 orbitant la Terra al mateix temps i comandat per Pàvel Popóvitx. Codi de vol: Bérkut (Àguila reial).
- Vostok 5, el 14 de juny de 1963, va transportar Valeri Bikovski en el que seria el vol en solitari més llarg del segle xx durant gairebé cinc dies d'òrbita. Codi de vol: Iàstreb (Gavial).
- Vostok 6, el 16 de juny de 1963, va transportar la primera dona, Valentina Tereixkova, a l'òrbita terrestre. Codi de vol: Txaika (Gavina).

Originàriament, es van programar set vols Vostok més que s'haurien prolongat fins a abril del 1966, però van ésser cancel·lats degut a la intensificació de la cursa per arribar a la Lluna.
El programa Vostok va ser rellevat pel programa Voskhod.

## Rerefons
El primer satèl·lit artificial del món, Spútnik 1, havia estat posat en òrbita pels soviètics el 1957. La següent fita en la història de l'exploració espacial seria posar un ésser humà a l'espai, i tant els soviètics com els nord-americans volien ser els primers.

## Selecció i entrenament de cosmonautes
| Rang de la força aèria*                            | Cosmonauta          | Edat* |
| -------------------------------------------------- | ------------------- | ----- |
| Tinent major                                       | Ivan Anikeyev       | 27    |
| Major                                              | Pavel Belyayev      | 34    |
| Tinent major                                       | Valentin Bondarenko | 23    |
| Tinent major                                       | Valery Bykovsky     | 25    |
| Tinent major                                       | Valentin Filatyev   | 30    |
| Tinent major                                       | Iuri Gagarin        | 25    |
| Tinent major                                       | Viktor Gorbatko     | 25    |
| Capità                                             | Anatoli Kartashov   | 27    |
| Tinent major                                       | Yevgeny Khrunov     | 26    |
| Enginyer capità                                    | Vladimir Komarov    | 32    |
| Tinent                                             | Alexei Leonov       | 25    |
| Tinent major                                       | Grigori Nelyubov    | 25    |
| Tinent major                                       | Andrian Nikolayev   | 30    |
| Capità                                             | Pavel Popovich      | 29    |
| Tinent major                                       | Mars Rafikov        | 26    |
| Tinent major                                       | Georgi Shonin       | 24    |
| Tinent major                                       | Gherman Titov       | 24    |
| Tinent major                                       | Valentin Varlamov   | 25    |
| Tinent major                                       | Boris Volynov       | 25    |
| Tinent major                                       | Dmitri Zaikin       | 27    |
| * En el moment de la selecció; Van volar a l'espai |                     |       |

El gener de 1959, els soviètics havien començat els preparatius per als vols espacials tripulats. Els metges de la Força Aèria Soviètica van insistir que els possibles candidats a cosmonautes fossin pilots qualificats de la Força Aèria, argumentant que tindrien habilitats rellevants com a exposició a força g més altes, així com experiència en seient ejectable; també els nord-americans havien triat els Mercury Seven l'abril de 1959, tots els quals tenien experiència en aviació. Els candidats havien de ser intel·ligents, còmodes en situacions d'alt estrès i estar en bona forma física.
El dissenyador en cap del programa espacial soviètic, Serguei Koroliov, va decidir que els cosmonautes havien de ser homes, entre 25 i 30 anys, no més alts d'1,75 metres i no pesar més de 72 quilograms. Les especificacions finals per als cosmonautes es van aprovar el juny de 1959. Al setembre havien començat les entrevistes amb possibles cosmonautes. Tot i que als pilots no se'ls va dir que podrien volar a l'espai, un dels metges a càrrec del procés de selecció creia que alguns pilots ho havien deduït. Una mica més de 200 candidats van aconseguir passar el procés d'entrevista i, a l'octubre, se'ls va realitzar una sèrie de proves físiques exigents a la resta, com a exposició a baixes pressions i un entrenament d'alta G. A finals del 1959, s'havien seleccionat 20 homes. Korolev va insistir a tenir un grup més gran que l'equip de set astronautes de la NASA. D'aquests 20, cinc eren fora del rang desitjat; per tant, el requisit dedat es va relaxar. A diferència del grup d'astronautes de la NASA, aquest grup no estava format particularment per pilots experimentats; Belyayev va ser el més experimentat amb 900 hores de vol. Les naus espacials soviètiques estaven més automatitzades que les seves contraparts nord-americanes, per la qual cosa no calia una experiència de pilotatge significativa.
L'11 de gener de 1960, el Mariscal Cap d'Aviació soviètic Konstantin Vershinin va aprovar plans per a establir el Centre d'Entrenament de Cosmonautas, el propòsit exclusiu seria preparar els cosmonautes per als propers vols; Inicialment, la instal·lació tindria al voltant de 250 empleats. Vershinin va assignar al ja famós aviador Nikolai Kamanin per supervisar les operacions en la instal·lació. Pel març, la majoria dels cosmonautes havien arribat a les instal·lacions d'entrenament; Vershinin va pronunciar un discurs de benvinguda el 7 de març i els que hi eren presents van ser admesos formalment al grup de cosmonautes. A mitjans de juny, els vint estaven estacionats permanentment al centre. Al març, els cosmonautes van començar un règim diari d'exercicis i se'ls van impartir classes sobre temes com ara sistemes espacials de coets, navegació, geofísica i astronomia.
A causa de les limitacions d'espai de la instal·lació inicial, els cosmonautes i el personal van ser reubicats en una nova instal·lació a la Ciutat de les Estrelles (llavors coneguda com Zelenyy), que ha estat la seu del programa d'entrenament de cosmonautes de Rússia des de fa més de 60 anys. La mudança es va dur a terme oficialment el 29 de juny del 1960.

### Sis de Vanguardia
A l'Institut d'Investigació de Vol Gromov s'havia construït un simulador de nau espacial, anomenat TDK-1. A causa de la ineficiència d'entrenar els 20 cosmonautes al simulador, es va decidir que seleccionarien sis homes que passarien per un entrenament accelerat. Aquest grup, que seria conegut com “Els Sis de Vanguardia”, es va decidir el 30 de maig de 1960, i inicialment estava format per Gagarin, Kartashov, Nikolaiev, Popovich, Titov i Varlamov. Alexei Leonov recorda que aquests sis eren els més baixos del grup de 20.
Al juliol, poc després de la reubicació a la Ciutat de les Estrelles, dos dels sis van ser reemplaçats per motius mèdics. En primer lloc, durant una prova de centrifugació de 8 g, Kartashov va experimentar alguns danys interns, la qual cosa va provocar una hemorràgia menor a l'esquena. Tot i les sol·licituds de Gagarin perquè es quedés, els metges van decidir treure Kartashov del grup de sis. Més tard, al juliol, Varlamov va estar involucrat en un accident de natació. Durant una immersió en un llac prop del centre d'entrenament, es va colpejar el cap contra el fons, desplaçant una vèrtebra cervical. Aleshores, a finals de juliol, els Sis de Vanguardia eren: Gagarin, Bykovskiy, Nelyubov, Nikolaiev, Popovich i Titov.
Per al gener del 1961, aquests sis havien acabat l'entrenament de paracaigudes i recuperació, així com els règims de tres dies en simuladors. El 17 de gener, els sis van participar als seus exàmens finals, inclòs el temps que van passar en un simulador i una prova escrita. Amb base en aquests resultats, una comissió, supervisada per Kamanin, va recomanar l'ús dels cosmonautes en l'ordre següent: Gagarin, Titov, Nelyubov, Nikolaiev, Bykovskiy, Popovich. En aquesta etapa, Gagarin era el clar favorit per ser el primer home a l'espai, no només segons els exàmens, sinó també entre una avaluació informal per parells.

## Missions

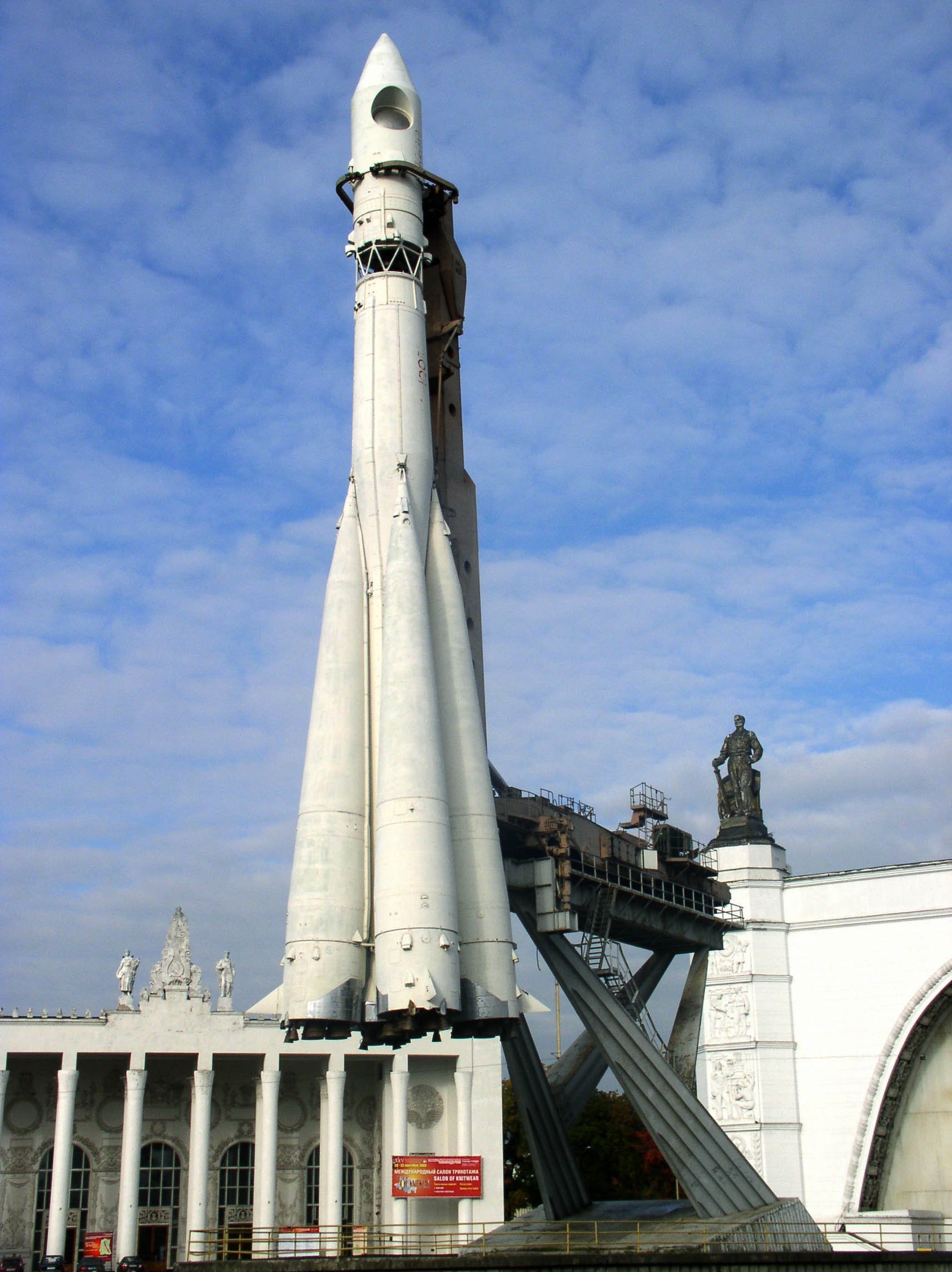
Una còpia del R-7 a Moscou

Vostok 1, el primer vol espacial tripulat l'abril de 1961, va ser precedit per diversos vols preparatoris. A mitjan 1960, els soviètics es van assabentar que els nord-americans podrien llançar un vol espacial tripulat suborbital el gener de 1961. Korolev va veure això com una data límit important i estava decidit a llançar una missió de vol espacial tripulat abans que els nord-americans llancessin la seva missió suborbital humana. L'abril de 1960, els dissenyadors de l'oficina de disseny de Sergei Korolev, llavors coneguda com OKB-1, havia completat un pla preliminar per a la primera nau espacial Vostok, anomenada Vostok 1K. Aquest disseny es faria servir amb fins de prova; també en el seu pla hi havia Vostok 2K, un satèl·lit espia que més tard es coneixeria com Zenit 2, i Vostok 3K, que s'usaria per a les sis missions Vostok tripulades.
Malgrat la gran grandària geogràfica de la Unió Soviètica, existien limitacions òbvies per monitorar vols espacials orbitals des d'estacions terrestres dins del país. Per posar remei a això, els soviètics van estacionar al voltant de set vaixells de guerra, o vaixells de seguiment, a tot el món. Per a cada estació terrestre o nau de seguiment, la durada de les comunicacions amb una nau espacial en òrbita es va limitar a entre cinc i deu minuts.

### Korabl-Sputnik 1
La primera nau espacial Vostok va ser una variant no dissenyada per ser recuperada de l'òrbita; la variant també es va anomenar Vostok 1KP (o 1P). A suggeriment de Korolev, els mitjans de comunicació trucarien a la nau espacial Korabl-Sputnik, ("nau satèl·lit"); el nom Vostok encara era un nom en clau secret en aquest moment. Aquesta primera nau espacial Vostok es va posar en òrbita amb èxit el 15 de maig de 1960. A causa d'un mal funcionament del sistema, a l'òrbita 64 de la nau espacial, els propulsors es van encendre i la van enviar a una òrbita encara més alta. L'òrbita finalment va decaure, i va ingressar a l'atmosfera diversos anys després.

## El primer ésser humà a l'espai

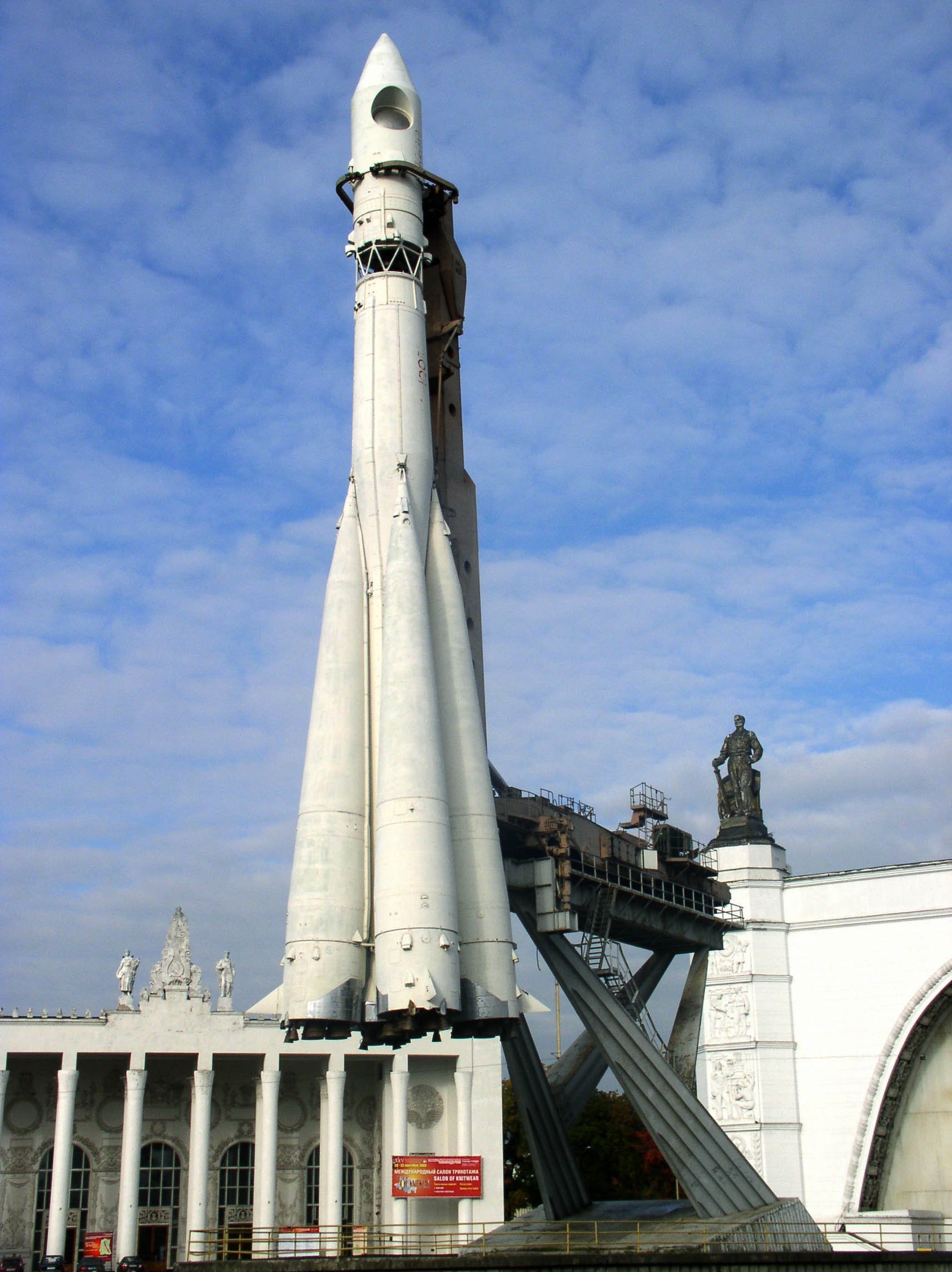
Coet Vostok (R-7).

El 12 d'abril de 1961 Yuri Gagarin es va convertir en el primer ésser humà a viatjar a l'espai. Gagarin va viatjar a la nau Vostok 1, que va fer una volta a la Terra en una missió que va durar tot just 108 minuts.
El cosmonauta estava subjecte a un seient ejectable, per mitjà del qual sortiria del mòdul després del reingrés, a una altitud d'aproximadament 7 quilòmetres.
Els científics no coneixien amb certesa els efectes de la ingravidesa, i la nau va estar sempre sota control terrestre.
Tot i això, Gagarin no va patir cap efecte perjudicial, i es va expulsar uns 20 minuts abans de l'aterratge, fet que es va mantenir ocult per algun temps, en part perquè algunes marques internacionals requerien que el pilot toqués terra juntament amb la seva nau.

## La primera dona a l'espai
El 16 de juny de 1963 l'última cosmonau tripulada de la sèrie Vostok, la Vostok 6, es va enlairar portant amb si la primera cosmonauta del món, Valentina Tereshkova. Aquest era un vol conjunt amb la nau Vostok 5, pilotada per Valeri Bikovski. Durant aquesta missió es van realitzar investigacions medicobiològiques, es van validar i analitzar assumptes relatius al desenvolupament dels sistemes de les naus. També va ser durant aquesta missió que el problema de l'alimentació dels cosmonautes va ser resolt satisfactòriament.

## Satèl·lits derivats de la Vostok
Si bé la cosmonau Vostok va deixar de ser usada en vols tripulats per donar pas als tipus Voskhod i Soiuz, més sofisticats i amb majors capacitats, l'enginyós disseny de la Vostok ha estat utilitzat com a base per a diversos models de satèl·lits artificials, alguns dels quals encara presten servei, com els satèl·lits de reconeixement del tipus Fotó, usats des de 1985, l'últim dels quals es va enlairar recentment el 31 de maig des del cosmòdrom de Baikonur amb una bona part de la seva càrrega útil proporcionada per l'Agència Espacial Europea.